# Ezo (algue)
Pour les articles homonymes, voir Ezo.
Genre
Ezo est un genre d'algues rouges de la famille des Corallinaceae. 

## Liste d'espèces
Selon AlgaeBase (25 juil. 2012), Catalogue of Life (25 juil. 2012) et  World Register of Marine Species (25 juil. 2012) :
- Ezo epiyessoense Adey, Masaki & Akioka, 1974 (espèce type)